# Dōjin
Dōjin  (同人?, dōjin) è un termine della lingua giapponese che indica un gruppo di persone o amici che condividono interessi, attività, hobby o aspirazioni.

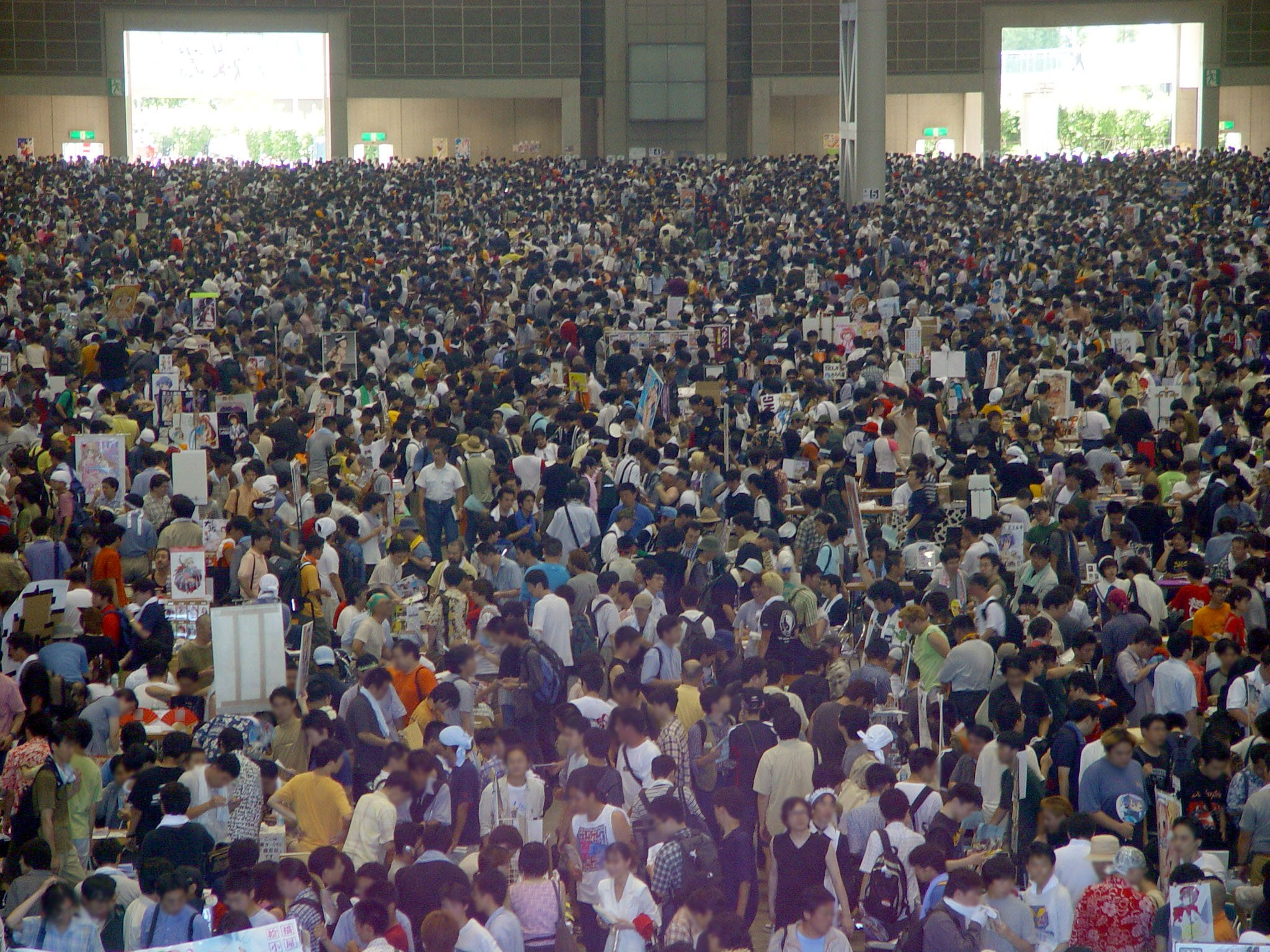
Foto del Comiket, la più importante manifestazione dedicata ai dōjin (2002)

In Giappone, il termine viene usato per riferirsi a opere amatoriali, pubblicate da dilettanti, fra cui fumetti, light novel, libri guide per fan, libri di illustrazioni, musica e videogiochi. Alcuni artisti professionisti si specializzano nelle opere dōjin per godere di maggiore autonomia professionale ed essere meno influenzati dal mercato ufficiale di settore.
Nella lingua inglese, il termine è diventato sinonimo di "cricca", "fandom", "consorteria", "società" o "circolo".

## Storia

### Circoli letterari
In Giappone, i circoli letterari risalgono al periodo Meiji, quando gruppi di scrittori, poeti e romanzieri che condividevano le stesse idee si riunivano per pubblicare delle riviste letterarie (molte delle quali sono ancora oggi esistenti). Molti scrittori del periodo provenivano da questi circoli. Uno dei più celebri è Ozaki Kōyō, che guidò la società di scrittori letterari Ken'yūsha, nota per aver pubblicato le prime opere raccolte sotto forma di rivista nel 1885.

### Circoli manga
Dopo la seconda guerra mondiale, iniziarono a diffondersi i manga dōjin o dōjinshi (同人 誌?), che sono l'equivalente della fanzine occidentale. Artisti manga come Shōtarō Ishinomori (noto per aver pubblicato Kamen Rider, Cyborg 009) e Fujiko Fujio (Doraemon, Superkid eroe bambino) formarono gruppi dōjin come il Fujiko's New Manga Party (党 漫画 党?, Shin Manga-to). All'epoca, gli artisti realizzavano le loro prime opere da professionisti con il supporto di disegnatori dōjin. Più tardi, i gruppi dōjin formarono club scolastici e altre associazioni correlate. A conferma del successo raggiunto dagli artisti dilettanti vi fu la nascita del Comiket (una parola macedonia composta dai termini comic e market, ovvero "fumetto" e "mercato") nel 1975.

### Oggi
I fan del dōjin partecipano regolarmente alle fiere di dōjin, la più grande delle quali è il già menzionato Comiket, che si tiene due volte all'anno in estate e inverno presso il Tokyo Big Sight. Durante la kermesse, vengono acquistati, venduti e scambiati oltre 81.000 metri quadrati di prodotti dōjin. Spesso, coloro che realizzano opere ispirate ad altri creatori pubblicano un numero di copie limitato dei loro lavori per mantenere un profilo basso, e ridurre il rischio di essere oggetto di possibili controversie legali. Inoltre, ciò fa sì che i prodotti del creatore e dei circoli diventino una merce ambita e di cui pochi acquirenti possono appropriarsi.
Durante i primi anni duemila, le opere dōjin hanno ottenuto maggiore fortuna e visibilità fra i fan della cultura di massa giapponese, a cui ha contribuito il progresso della tecnologia dell'editoria di stampa, che ha reso più facile ai creatori di opere auto-pubblicate di scrivere, progettare, promuovere, divulgare e distribuire i loro lavori.

## Caratteristiche
Nelle culture occidentali, i dōjin vengono considerati derivati di opere pre-esistenti, e correlabili alle fanfiction. Sebbene siano spesso basati su manga, anime o serie di videogiochi popolari, esistono anche altri dōjin costituiti da contenuti originali. Tra le numerose categorie di dōjin, i dōjinshi sono i più noti e diffusi sia in Giappone che all'estero.